# Kazunari Hosaka
Kazunari Hosaka (保坂 一成 Hosaka Kazunari?), född 24 mars 1983 i Tokyo prefektur, är en japansk fotbollsspelare.
Hosaka började sin karriär 2005 i Ventforet Kofu. 2008 flyttade han till Fagiano Okayama. Han gick tillbaka till Ventforet Kofu 2009.